# Flaviobriga

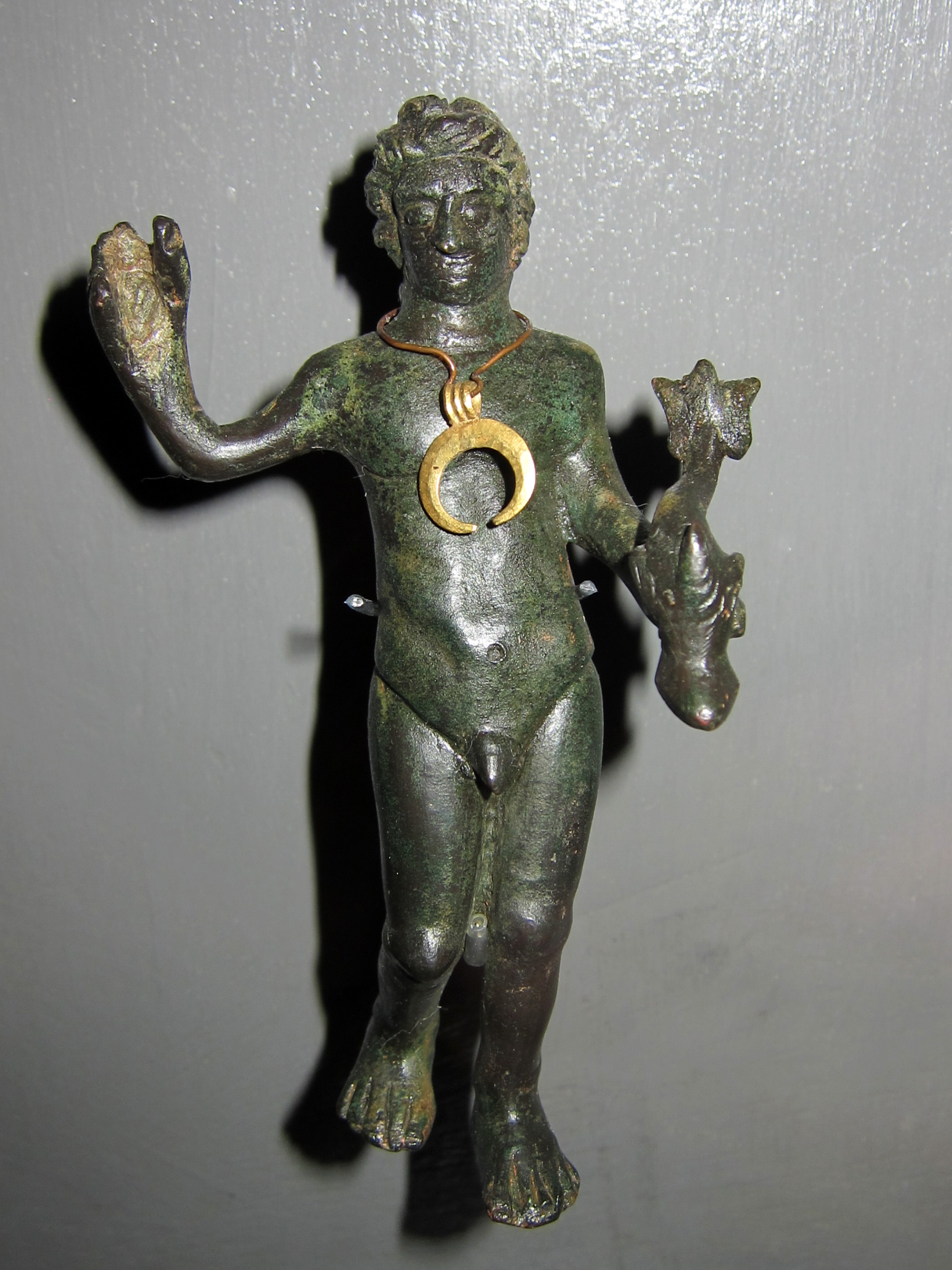
Figurilla en bronce del llamado Neptuno cántabro, proveniente del castro de Pico Cueto, depositada en el Museo de Prehistoria y Arqueología de Cantabria.

Flaviobriga (literalmente, «Ciudad fortificada de Flavio» en latín; nombrada en honor a la gens del emperador Tito Flavio Vespasiano) fue una colonia romana situada en Hispania fundada probablemente en el año 74 en época del emperador romano Vespasiano sobre un núcleo indígena preexistente, el Portus Amanum («Puerto de los Amanos»).
La identificación de Flaviobriga con el actual Castro-Urdiales (Cantabria) vino confirmada por el hallazgo en esta ciudad de numerosos vestigios romanos: sigillata , un Neptuno en bronce, miliarios, etcétera, que vienen a demostrar que se trata de un centro urbano de especial importancia. Cerca de Castro-Urdiales apareció la famosa pátera de Otañes.

## Orígenes
Debido a las diferentes descripciones de la cornisa cantábrica hechas por los historiadores romanos, existen discrepancias sobre si el poblado original se encontraba en territorio várdulo o autrigón.
Estrabón, Pomponio Mela y Plinio dicen que estaba en el territorio de los várdulos, especificando Plinio que Portus Amanum (la romana Flaviobriga, la actual Castro-Urdiales, nombre derivado de Castrum Vardulies) era una de sus ciudades principales.
Ptolomeo dice que esa parte de la costa pertenecía a las tierras de los autrigones.
Más tarde, en el siglo X, Luitprando escribe Flaviobriga era capital de los pueblos Amanos, que forman parte de los Autrigones.
Una posible explicación de estas discrepancias sería que caristios y autrigones fuesen parte de los várdulos.

## Colonia romana
El nombre Flauiobriga es un topónimo híbrido formado de un elemento latino Flauius y otro céltico briga. La primera parte de este nombre lleva a deducir que la colonia tuvo que ser creada en tiempo de los Flavios, es decir, en el período comprendido entre el 69 y el 96 d. C. Fue una colonia dentro del Convento jurídico cluniense.
El interés que los romanos mostraron por la zona pudo estar motivado por diversas razones. En primer lugar, un motivo militar, de control, y quizá de asentamiento de soldados licenciados. Aunque aquí los diferentes autores discrepan sobre la procedencia de estos, decantándose unos por los veteranos de la guerra judaica, mientras que otros lo asocian a grupos de soldados cántabros que defendieron las fronteras del Rin y que intervinieron en la lucha contra la sublevación de los bátavos. Otro motivo pudo ser el económico, como vigilancia y administración de una rica región minera en el centro de la cual estaba la colonia, que tenía al Este los yacimientos de hierro de Somorrostro, y al Oeste los de Peña Cabarga. No se trataba tan sólo de vigilar el tráfico de metales, sino también de controlar a la población minera, integrada por esclavos.
Flavióbriga tenía una ubicación estratégica con importantes vías de comunicación que la conectaban con otras regiones, como Aquitania. Una de estas vías, documentada por miliarios, se conserva en Otañes y unía Flavióbriga con Pisoraca (Herrera de Pisuerga) a través del Valle de Mena.
La colonia conserva su importancia durante los siglos II y III hasta su decadencia en el siglo IV, como lo demuestra la construcción de la muralla el año 140 y la reparación en la vía que la unía con el interior el año 237, penúltimo del emperador Maximino, como consta en una columna en esa vía, encontrada cerca de Valmaseda, donde dice:

Al Emperador César Cayo Julio Vero Maximino, (...) porque repararon y reconstruyeron los puentes caídos por su antigüedad; cuidando de ello Quinto Decio, Capitán de la Legión Augusta Gémina de los Pretorianos.
Imp(eratori) Caesari G(aio!) Iu[l]io Vero / Maximino Pio Felici Aug(usto) Germanico / max(imo) Dacico max(imo) Sarmatico max(imo) / pont(ifici) max(imo) trib(unicia) pot(estate) V imp(eratori) VII p(atri) p(atriae) / proco(n)s(uli) / G(aio!) Iulio Vero Max(imo) nob(ilissimo) Caesari / Germanico max(imo) Dacico max(imo) / Sarmatico max(imo) p[r]incipi iu(v)entutis / fil(io) d(omini) n(ostri) / Imp(eratoris) G(ai!) Iuli Veri Maximini P(ii) F(elicis) Aug(usti) / vias et pontes tempore vetustatis / conlapsos restituerunt / curan(te) Q(uinto) Decio leg(ato) Augg(ustorum) pr(o) pr(aetore) c(larissimo) v(iro)
CIL XVII-1, *22

Al igual que muchos pueblos del litoral cantábrico, fue probablemente devastada por los hérulos o por los visigodos en el siglo V. Según la crónica de Hidacio, refiriéndose al año 426, cuando Teodorico I derrotó a hérulos o suevos junto al río Órbigo.

Ad sedes propias redeuntes, Cantabriarum et Vardaliarum loca maritima crudelissme deproedatio sunt

No se sabe si Flaviobriga desapareció en esas guerras, o más tarde, o si simplemente no desapareció. El falso crónicon de Hauberto dice que fue reparada o reedificada por los cántabros en el año 585. Tal como fuere su evolución se reiniciaría en época medieval.

## Edad Media
Sufrió probablemente el ataque de los normandos, que el año 846 recorrieron el mar Cantábrico a sangre y fuego, y no se vuelven a tener noticias históricas fidedignas hasta que en 1037 queda integrada en el reino de Pamplona; el 28 de mayo de 1040, García IV el de Nájera entrega en arras a su esposa Estefanía, Sámano y Castro entre otros territorios, con sus señores correspondientes, los hermanos 'Belacoz', con los nombres navarros de Lope y Galindo, y posiblemente también Garcea Ciclave o de Bedoya, en la menor y reducida comarca de Sámanos adyacente, que aparentemente están relacionados con los anteriores condes de Álava/Castilla alternantes y las consiguientes Casas señoriales de Ayala, Mena y Vizcaya que ya siguiendo los cartularias pasaron posteriormente al servicio del rey de Castilla durante conflictos interdinásticos, quedando la anterior Flaviobriga/Castro Urdiales y toda la costa desde el Nervión dentro de la esfera castellana, bajo estas familias de señores; en 1163, Alfonso VIII concedió en Burgos el fuero de Logroño a Castro Urdiales.[cita requerida]

## Restos arqueológicos
A finales del siglo XVIII apareció en Otañes el miliario romano que hasta hace poco se encontraba frente a la iglesia de Santa María de Castro Urdiales, de donde ha sido retirado para evitar su deterioro. En el miliario aparece la siguiente inscripción:

NERO.CLAUDIUS.DIVI.

CLAUDI.F.CAESAR.AVG.

GER.PONT.MAX.TRIB.

POTESTATE.VIII.

IMP.IX.COS.III.

A.PISORACA.M.

CLXXX.

Que dice que el miliario fue erigido a 180 millas de Pisuerga, el 9º año del emperador César Augusto y Pontífice Máximo Claudio Nerón Germánico, hijo del divino Claudio después de haber sido ocho veces tribuno y cuatro cónsul, (el año 63 de nuestra era).
También apareció un plato de plata conocido como el plato de Otañes. Tiene relieves sobredorados con varias figuras y árboles.
En 1866, al derribar las murallas de Castro Urdiales para ensanche de la población, aparecieron en sus cimientos dos medallas romanas, una de Antonino Pío y otra de su esposa Faustina, lo que databa las murallas de Flaviobriga entre los años 138 y 142 de nuestra era.
A lo largo de los años se fueron encontrando monedas romanas en El Pedregal, La Plazuela y cerca de Urdiales